# Église Saint-Nicolas-des-Franciscains-de-l'Observance de Cluses
L'église des Cordeliers ou église Saint-Nicolas-des-Franciscains-de-l'Observance est un édifice religieux catholique, situé dans le département de la Haute-Savoie, sur la commune de Cluses. L'édifice est dédié à saint Nicolas. Il s'agit de l'ancien église du couvent des Cordeliers de la ville.
Le curé responsable de cette église est le Père Alexandre Dinety depuis septembre 2014.

## Historique
Dans l'église du faubourg Saint-Nicolas construite en 1733, une inscription murale indique qu'une église primitive remonterait au VIIIe siècle, bien qu'aucunes sources ne permettent d'affirmer ou de confirmer celle-ci. La mention du premier curé connu de la  paroisse remonte à 1247.
La paroisse accueille un couvent des Cordeliers vers 1471, à la suite d'une bulle papale. L'église du couvent est consacrée en 1485.
Durant l'occupation du duché de Savoie, lors de la période révolutionnaire française, le clocher est démantelé.
En 1847, l'église du faubourg Saint-Nicolas étant dans un état déplorable, c'est l'église des Cordeliers qui devint l'église paroissiale,. La ville possède une troisième église.

## Description
Près de l'église, dans le jardin des Cordeliers, un monument dédié au musicien François Curt (1791-1859) est l'œuvre du sculpteur Suzanne Laurent, qui a été érigé en 1930.

## Objets
L'église possédait un mobilier important notamment un bénitier « ciselé comme une orfèvrerie vers 1520 »,, ainsi que sept tableaux qui se trouvaient dans le réfectoire du couvent.